# Tiếng Ả Rập Bahrain
Tiếng Ả Rập Bahrain (cũng gọi là tiếng Bahrani và Tiếng Ả Rập Baharna) là một biến thể tiếng Ả Rập được nói bởi người Bahrain tại Đông Ả Rập và Oman. Tại Bahrain, phương ngữ chủ yếu được nói ở các làng Shia và một số vùng của Manama.
Phương ngữ Ả Rập Bahrain đã bị ảnh hưởng đáng kể bởi các ngôn ngữ Aramaic, Syriac và Akkadia cổ đại.
Một đặc điểm xã hội học thú vị của Bahrain là sự tồn tại của ba phương ngữ riêng biệt: Bahrani, Sunni và Ajami Ả Rập. Người Bahrain thuộc dòng Sunni nói một phương ngữ gần giống với phương ngữ đô thị được nói ở Qatar.
Tiếng Ba Tư có ảnh hưởng nhiều nhất đối với tất cả các phương ngữ Bahrain. Sự khác biệt giữa tiếng Ả Rập Bahrain và các phương ngữ Bahrain khác cho thấy nguồn gốc lịch sử khác nhau. Sự khác biệt chính giữa phương ngữ Bahrani và phi Bahrani thể hiện rõ ràng trong các hình thức ngữ pháp và cách phát âm nhất định. Tuy nhiên, hầu hết các từ vựng được chia sẻ giữa các phương ngữ, hoặc rõ ràng là tiếng Bahrain, phát sinh từ một lịch sử hiện đại chung. Nhiều từ Bahrain cũng được mượn từ tiếng Hindi, tiếng Thổ Nhĩ Kỳ hoặc tiếng Anh.

## Ví dụ về các từ mượn từ các ngôn ngữ khác
- bānka 'ceiling fan (quạt trần)' từ Tiếng Ba Tư
- sōmān 'equipment (trang thiết bị)' từ Tiếng Hindi
- lētar 'lighter (ánh sáng)' từ Tiếng Anh
- wīl 'wheel (bánh xe)' từ Tiếng Anh
- tēm 'time (thời gian)' từ Tiếng Anh
- dareesha 'window (cửa sổ)' từ Tiếng Thỗ Nhĩ Kỳ Ottoman
- dowshag  'mattress (nệm)' từ Tiếng Ba Tư
- orradi 'already (sẵn sàng)' từ Tiếng Anh

Phương ngữ Bahrani đã mượn một số từ vựng từ Ba Tư, Hindi, Tiếng Thổ Nhĩ Kỳ, và gần đây là từ Tiếng Anh.